# Bushyhead (Oklahoma)
Bushyhead es un lugar designado por el censo ubicado en el condado de Rogers  en el estado estadounidense de Oklahoma. En el año 2010 tenía una población de 	1314 habitantes y una densidad poblacional de 33,87 personas por km².

## Geografía
Bushyhead se encuentra ubicado en las coordenadas 36°27′41.41″N 95°29′39.1″O / 36.4615028, -95.494194 (36.461503° 	95.494194°). Según la Oficina del Censo de los Estados Unidos, Bushyhead tiene una superficie total de 14,978 mi² (38,8 km²), de la cual 14,954 mi² (38,7 km²) corresponden a tierra firme y 0,024 mi² (0,1 km²) es agua.

## Demografía
Según la Oficina del Censo en 2000 los ingresos medios por hogar en la localidad eran de $33,438 y los ingresos medios por familia eran $34,779. Los hombres tenían unos ingresos medios de $29,408 frente a los $22,009 para las mujeres. La renta per cápita para la localidad era de $13,140. Alrededor del 13.4% de la población estaban por debajo del umbral de pobreza.